# 서성극
서성극(徐聖極, 일본식 이름: 利川恒雄, 1892년 6월 ~ ?)은 일제강점기의 지방행정 관료이다.

## 생애
함경남도 홍원군 출신이다. 1911년에 임시토지조사국원 양성소를 졸업하고 조선총독부의 임시토지조사국 서기와 기수를 시작으로 총독부 관리로 일하게 되었다.
1915년부터는 함경남도 함흥군에서 근무하였으며, 함경남도 재무부 세무과를 거쳐 1930년에 총독부 군수로 승진하였다. 함경남도 정평군, 이원군과 안변군, 영흥군 군수를 차례로 지냈다.
이원군수로 재직 중이던 1932년에 정7위에 오르고 일본 정부로부터 서보장도 여러 차례 받았다. 1935년에는 고등관 5등이 되는 등 1940년을 기준으로 정6위 훈5등에 서위되어 있었다. 안변군수로 재직 중이던 1935년에 총독부가 편찬한 《조선공로자명감》에 조선인 공로자 353명 중 한 명으로 수록되어 있다.
2008년 발표된 민족문제연구소의 친일인명사전 수록예정자 명단 중 관료 부문에 포함되었다.

## 참고자료
- 서성극(徐聖極) - 국사편찬위원회